# Saparmyrat Türkmenbaşy
Saparmyrat Türkmenbaşy è la città capoluogo dell'omonimo distretto situato nella provincia di Daşoguz, in Turkmenistan.